# Lagonda
Lagonda war eine englische Automobilmarke, die insbesondere in den 1930er-Jahren durch Erfolge beim 24-Stunden-Rennen von Le Mans bekannt wurde, später in Aston Martin aufging und 1964 als eigenständige Marke eingestellt wurde. Ab 1974 nutzte Aston Martin den Namen nochmals als Modellbezeichnung für eine Reihe viertüriger Luxuslimousinen.

## Unternehmensgeschichte

### Wilbur Gunn
Gründer der Lagonda Motor Company – ab 1913 Lagonda Ltd. – war der gebürtige US-Amerikaner Wilbur Adams Gunn (1860–1920). Gunn wurde im nordamerikanischen Troy, Ohio, geboren. Er absolvierte eine Berufsausbildung bei dem Nähmaschinenhersteller Singer, für den er mindestens 14 Jahre lang arbeitete. Kurz vor der Jahrhundertwende emigrierte Gunn nach Großbritannien. Er ließ sich in Staines-upon-Thames (Surrey) nieder, wo er 1901 die Lagonda Motor Company gründete, die zunächst mit der Fertigung von Motorrädern und motorisierten Dreirädern begann. Den Namen des Unternehmens leitete er von einem Fluss in der Nähe seiner Geburtsstadt ab, der in der Sprache der Ureinwohner Lagonda Creek genannt wird.

### Die Anfänge

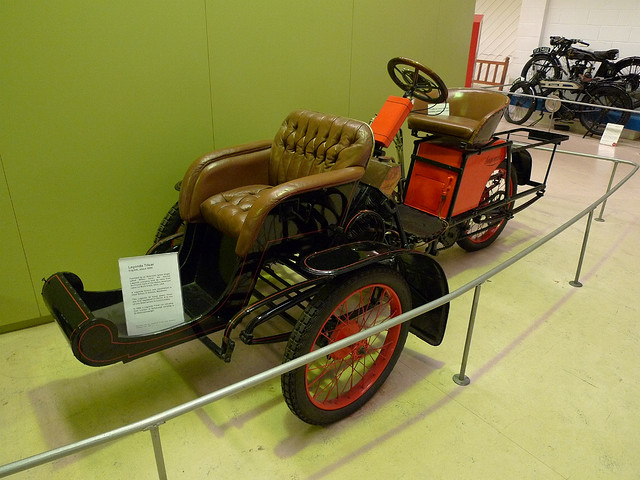
Lagonda Dreirad (1905)

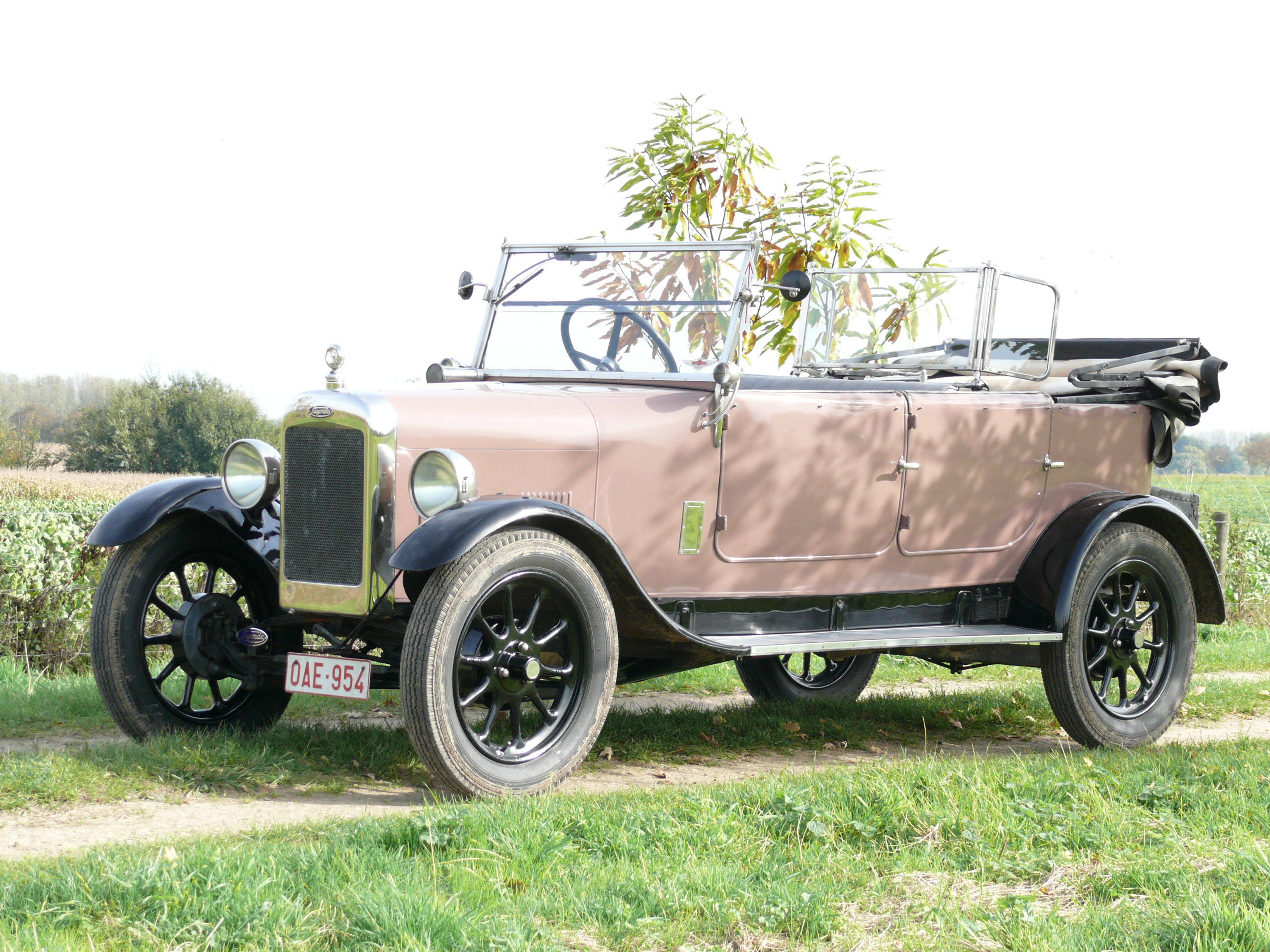
Lagonda 12-24LC

Ende 1904 entwickelte Gunn zusammen mit A. H. Cranmer ein Dreirad mit Zweizylindermotor, eine sogenannte Voiturette, die er ebenfalls als Lagonda verkaufte. Drei Jahre später entstand dann ein leichter Vierradwagen mit 1100-cm³-Viertaktmotor, der 11 PS leistete. In den ersten zwei Jahrzehnten seines Bestehens fertigte Lagonda kleine, mehr oder weniger standardisierte Fahrzeuge, die im mittleren Marktsegment angesiedelt waren; vierstellige Produktionszahlen.
Von Beginn an war Gunn bemüht, die Leistungsfähigkeit seiner Konstruktionen durch Teilnahme an Automobilsportveranstaltungen öffentlich unter Beweis zu stellen. Bereits 1905 beteiligte er sich mit einem seiner Dreiräder an einem Belastungswettbewerb, dem London-to-Edinburgh-Trial, bei dem sein Lagonda „eine Bestleistung erbrachte“. Ungeachtet dieses und anderer Werbeerfolge war das Unternehmen 1907 zahlungsunfähig. Es wurde drei Jahre lang von Insolvenzverwaltern geführt. Gunn war in dieser Zeit als Angestellter für das Unternehmen tätig und trieb die Entwicklung vierrädriger Fahrzeuge voran. 1910 verkaufte der Insolvenzverwalter die Lagonda Motor Company an Wilbur Gunn, der daraufhin wieder die Unternehmensleitung übernahm. 1910 gewann Gunn mit einem Lagonda eine Zuverlässigkeitsfahrt in Russland; dabei legte er die Strecke Moskau–Sankt Petersburg–Moskau in weniger als 12 Stunden zurück. Dieser Erfolg brachte Gunn in Russland erhebliche Aufmerksamkeit ein. Der Wagen fand dabei auch den Zuspruch des russischen Zaren Nikolaus II., der sich neben Gunns Lagonda fotografieren ließ. In den folgenden Jahren wurde Russland zum wichtigsten Exportmarkt für Lagonda.
1913 führte Lagonda den Typ 11 ein, dessen Chassis – für die damalige Zeit ungewöhnlich – eine Einheit mit dem Aufbau bildete (sogenannter Unibody). Diese Konstruktion bildete die Grundlage für alle bis 1926 produzierten Lagonda-Modelle. Der Typ 11.1 hatte einen 1,1 Liter großen Vierzylindermotor; seine Weiterentwicklungen Typ 11.9 und Typ 12 waren mit einem 1,4 Liter großen Motor ausgestattet. Bis 1926 entstanden vom 11.1, 11.9 und 12.24 insgesamt mehr als 7000 Exemplare, von denen nach Angaben des Lagonda Clubs nur ein halbes Dutzend erhalten ist.

### Sporterfolge

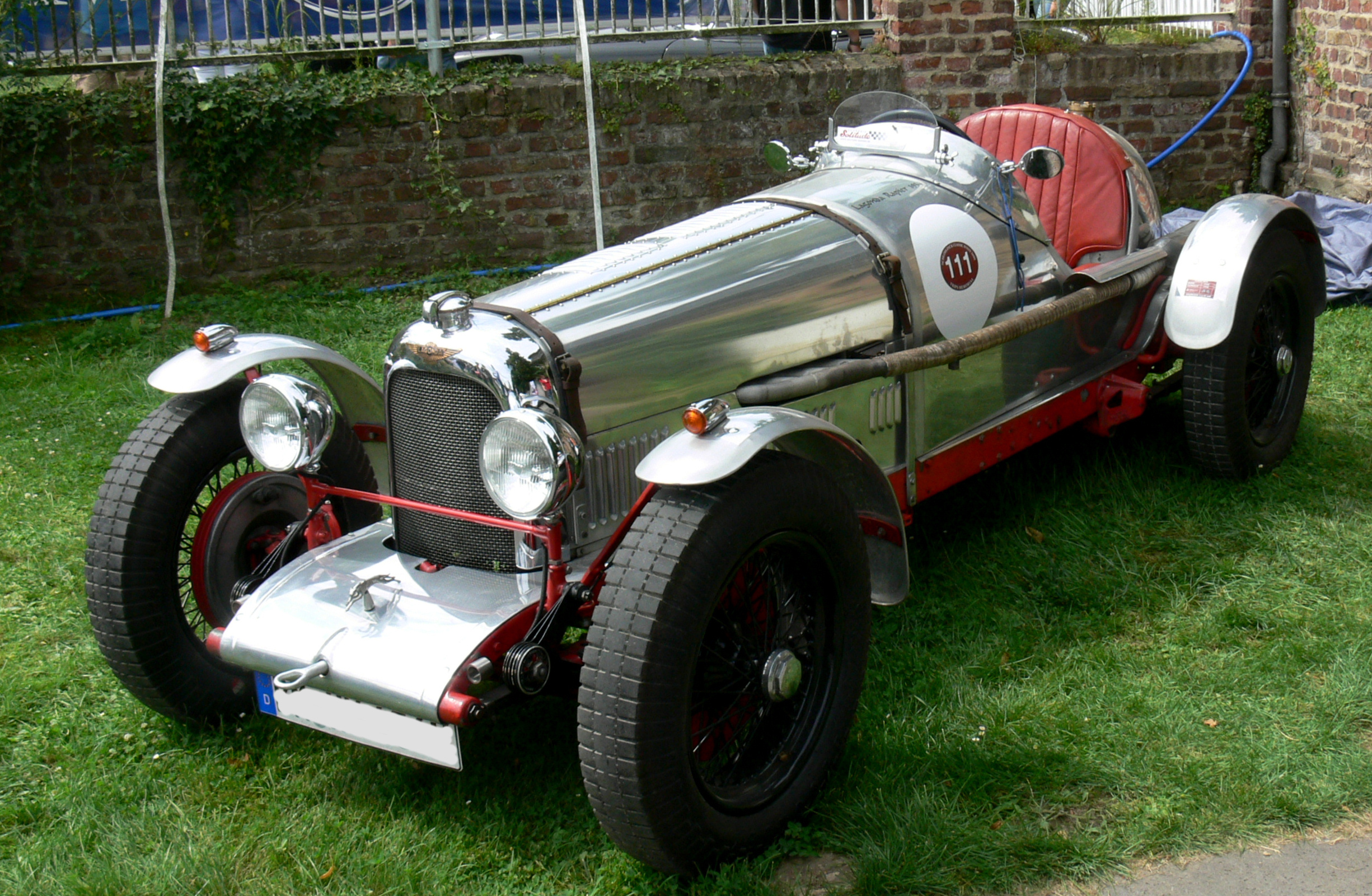
Lagonda Rapier, Baujahr 1934

1920 starb Wilbur Gunn nach längerer Krankheit. Seine Nachfolger setzten das bereits vor dem Ersten Weltkrieg initiierte Konstruktionskonzept zunächst fort. 1926 erschien mit dem 14/60 die erste Version einer neuen Modellfamilie, die einen neu konstruierten 2,0 Liter großen Vierzylindermotor mit zwei obenliegenden Nockenwellen hatte. Der technisch verwandte 16/65 hatte einen auf 2,3 bzw. später auf 2,6 Liter vergrößerten Motor. 1928 kam schließlich eine Dreiliterversion dazu. Diese Modelle blieben bis 1933 bzw. 1934 in Produktion.
In der zweiten Hälfte der 1920er-Jahre und im anschließenden Jahrzehnt begründeten Lagondas Sportwagen mit Zwei- und Dreilitermotoren den sportlichen Ruf der Marke, da diese Wagen eine Reihe von Automobilrennen gewannen. Ab 1928 trat Lagonda werksseitig beim 24-Stunden-Rennen von Le Mans an. Der größte Erfolg der Marke war der Sieg eines Lagonda-Privatteams beim 24-Stunden-Rennen von Le Mans 1935. Der Lagonda M45 Rapide von John Hindmarsh und Luis Fontés beendete hier eine vierjährige Siegesserie von Alfa Romeo. Zu dieser Zeit konkurrierte Lagonda direkt mit Aston Martin.
Allerdings brachten diese Siege keinen wirtschaftlichen Erfolg. Die Zwei- und Dreilitermodelle Lagondas verkauften sich schlecht. Das Unternehmen versuchte 1934, mit dem Lagonda Rapier, einem kompakten Fahrzeug mit 1,1 Liter großem Motor, wieder in einem niedrigeren Preissegment Fuß zu fassen. Der Wagen etablierte sich allerdings nicht. Bis 1935 entstanden lediglich 470 Exemplare.

### Hinwendung zur Oberklasse mit W.O. Bentley

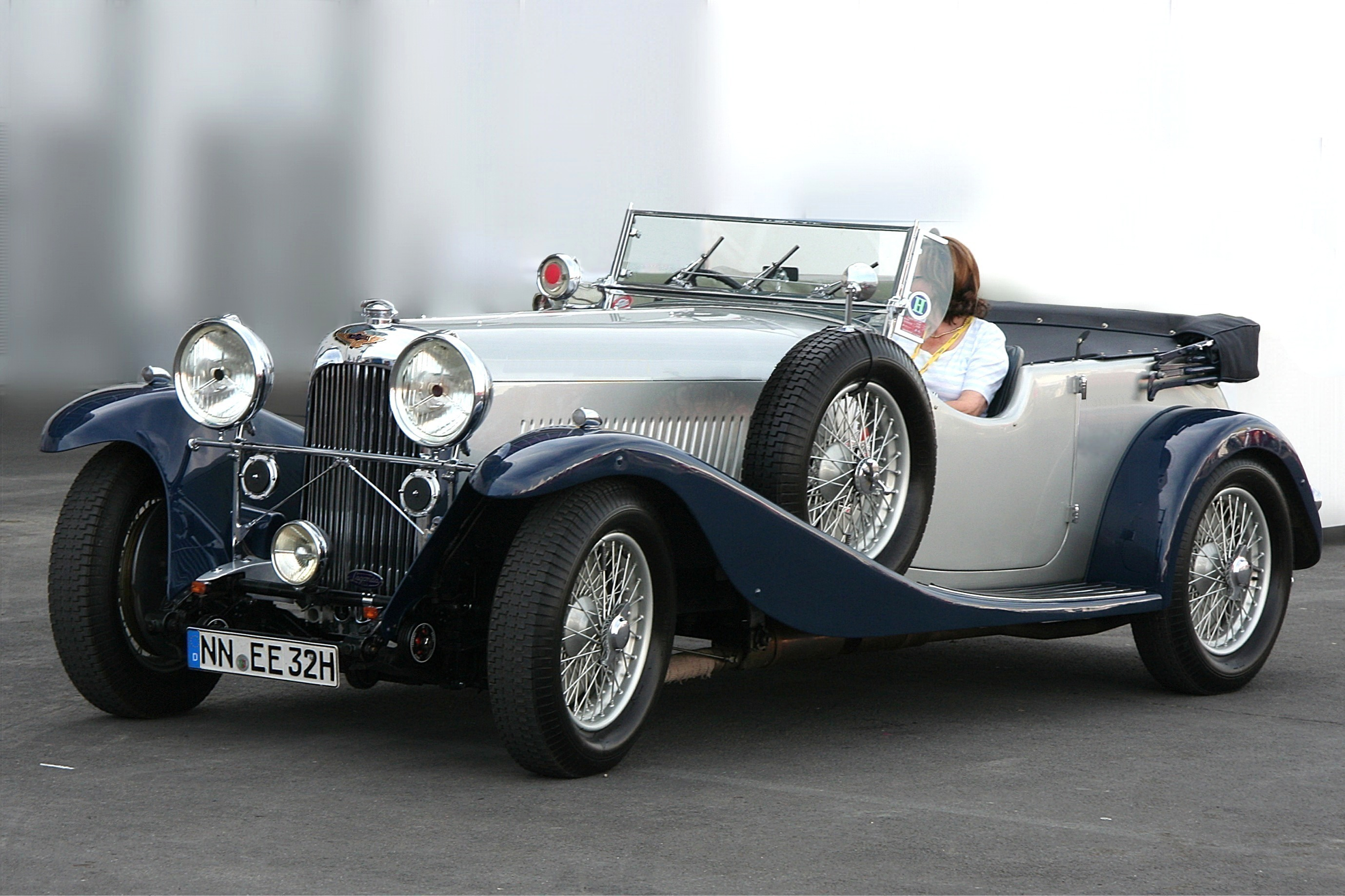
Lagonda M45 Tourer

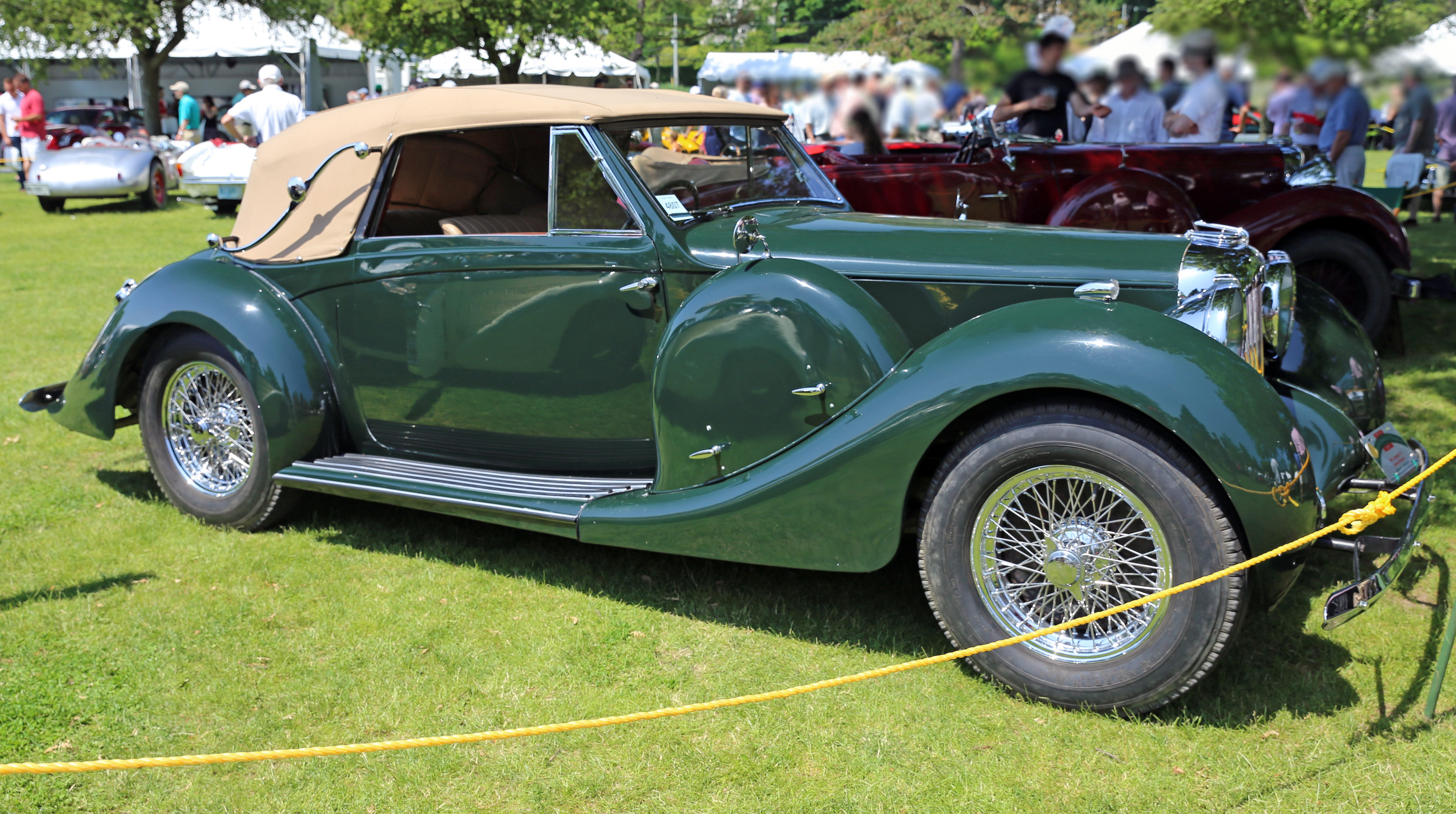
Lagonda V12 (1939)

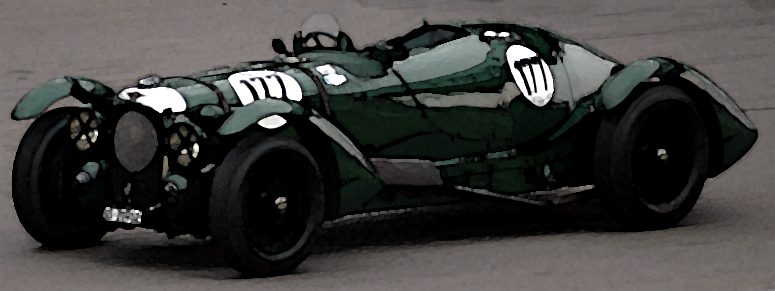
Lagonda V 12 (1939)

1935 geriet Lagonda in wirtschaftliche Schwierigkeiten. Das Unternehmen stand zum Verkauf; zu den Kaufinteressenten gehörte auch der Oberklassehersteller Rolls-Royce, der vier Jahre zuvor bereits den sportlich ausgerichteten Konkurrenten Bentley übernommen hatte. Rolls-Royce wurde allerdings von dem irischen Unternehmer Alan Good überboten, der im Herbst 1935 die Anteilsmehrheit an Lagonda übernahm.
Good richtete Lagonda neu aus. Er zielte mit neuen Produkten auf die automobile Oberklasse. Ein erster Schritt dahin war der Lagonda M45 von 1935, der ebenso wie seine direkten Nachfolger einen 4,5 Liter großen Sechszylindermotor des Zulieferers Meadows hatte. Zudem wurden die Produktionsrechte am kleinen Rapier verkauft; ein selbständiges Unternehmen namens Rapier Cars setzte die Fertigung vorübergehend fort, erreichte dabei aber noch geringere Produktionszahlen als Lagonda.
Im Zuge der Neuausrichtung verpflichtete Good den Konstrukteur Walter Owen Bentley als neuen technischen Leiter Lagondas. Unter Bentleys Leitung entstand 1936/37 auf der Basis des LG5 unter anderem ein Luxuswagen mit einem neu konstruierten Zwölfzylinder-V-Motor, einem Hubraum von 4,5 Liter und einer Leistung von 175 PS (SAE). Mit diesem Modell konkurrierte Lagonda direkt mit Rolls-Royce und Daimler. Der V12 war mit einer von Frank Feeley entworfenen Standard-Werkskarosserie lieferbar; allerdings wurden zahlreiche Chassis auf Kundenwunsch von selbständigen Karosseriebauunternehmen eingekleidet. Zu ihnen gehörten Freestone & Webb und Lancefield; ihre Karosserien blieben vielfach Unikate. Auf gleichem Chassis und mit vergleichbarer Karosserie bot Lagonda auch eine Sechszylindervariante an.
Es gab auch sportliche Ableger des V12. Beim 24-Stunden-Rennen von Le Mans 1939 belegte ein vom Werksteam eingesetzter Lagonda mit Zwölfzylindermotor den dritten Gesamtrang (Arthur Dobson, Charles Brackenbury); ein privater Lagonda von Lord Selsdon und Lord William Waleran kam als Vierter ins Ziel. Gleichwohl blieb der Absatz der Zwölfzylinder-Lagonda hinter den hochgesteckten Erwartungen zurück. Bis zum Beginn des Zweiten Weltkriegs entstanden weniger als 200 Lagonda V12.

### Missglückter Neustart nach Kriegsende
Während des Zweiten Weltkriegs fertigte Lagonda Rüstungsgüter. Alan Goods Planungen für die nahe Zukunft sahen vor, Lagonda in der unmittelbaren Nachkriegszeit nicht erneut in der Oberklasse zu positionieren. Good sah Lagonda künftig in einer Nische zwischen Rover und Rolls-Royce. Auf dieser Grundlage entwickelte das Unternehmen unter der Leitung Bentleys einen neuen Reihensechszylindermotor und ein neues Chassis. Noch vor Kriegsende fertigte Lagonda einige Prototypen, nahm aber die Automobilproduktion aus Mangel an Kapital und aus rechtlichen Gründen zunächst nicht wieder auf.
Zentrales Problem war ein gerichtlich ausgetragener Streit zwischen W.O. Bentley und Rolls-Royce über die Zuordnung von Namensrechten. Auslöser war Goods Absicht, das neu konstruierte Auto als Lagonda-Bentley zu vermarkten. Bereits eine im August 1944 mehrfach veröffentlichte Zeitungsanzeige brachte die Namen Lagonda und Bentley in einen engen Zusammenhang. Der Werbetext wies darauf hin, „dass LAGONDA und die Konstruktionen von W.O. BENTLEY nicht immer große Autos waren“. Dabei waren die Namen Lagonda und Bentley in deutlich größerer Schrift gedruckt und im Layout so eng zusammengerückt, dass der Eindruck entstand, als sei „Lagonda Bentley“ die Bezeichnung eines neuen Automodells. Rolls-Royce, seit 1931 Inhaber der Namensrechte an Bentley, ließ die Verwendung des Namens Bentley durch Lagonda gerichtlich verbieten. Der 1946 beendete Rechtsstreit kostete Lagonda etwa 10.000 £.
Die Mittel fehlten für die Weiterentwicklung der neuen Nachkriegsmodelle, die daraufhin nicht zur Serienreife gebracht werden konnten. Lagonda wurde als Folge des Rechtsstreits zahlungsunfähig und fiel 1947 in die Insolvenz.

### Verbindung mit Aston Martin

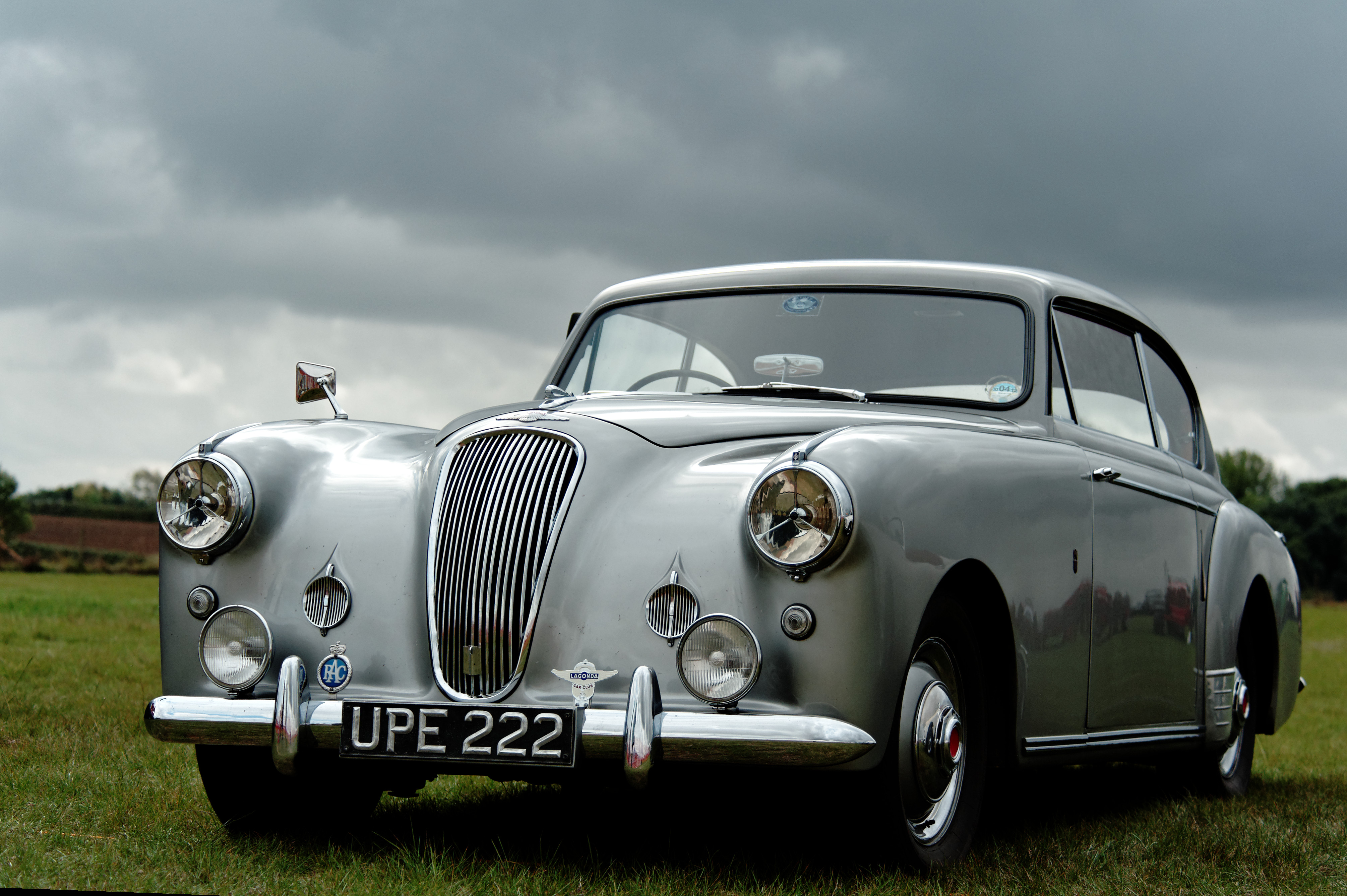
Lagonda 3 Litre (1953–1958)

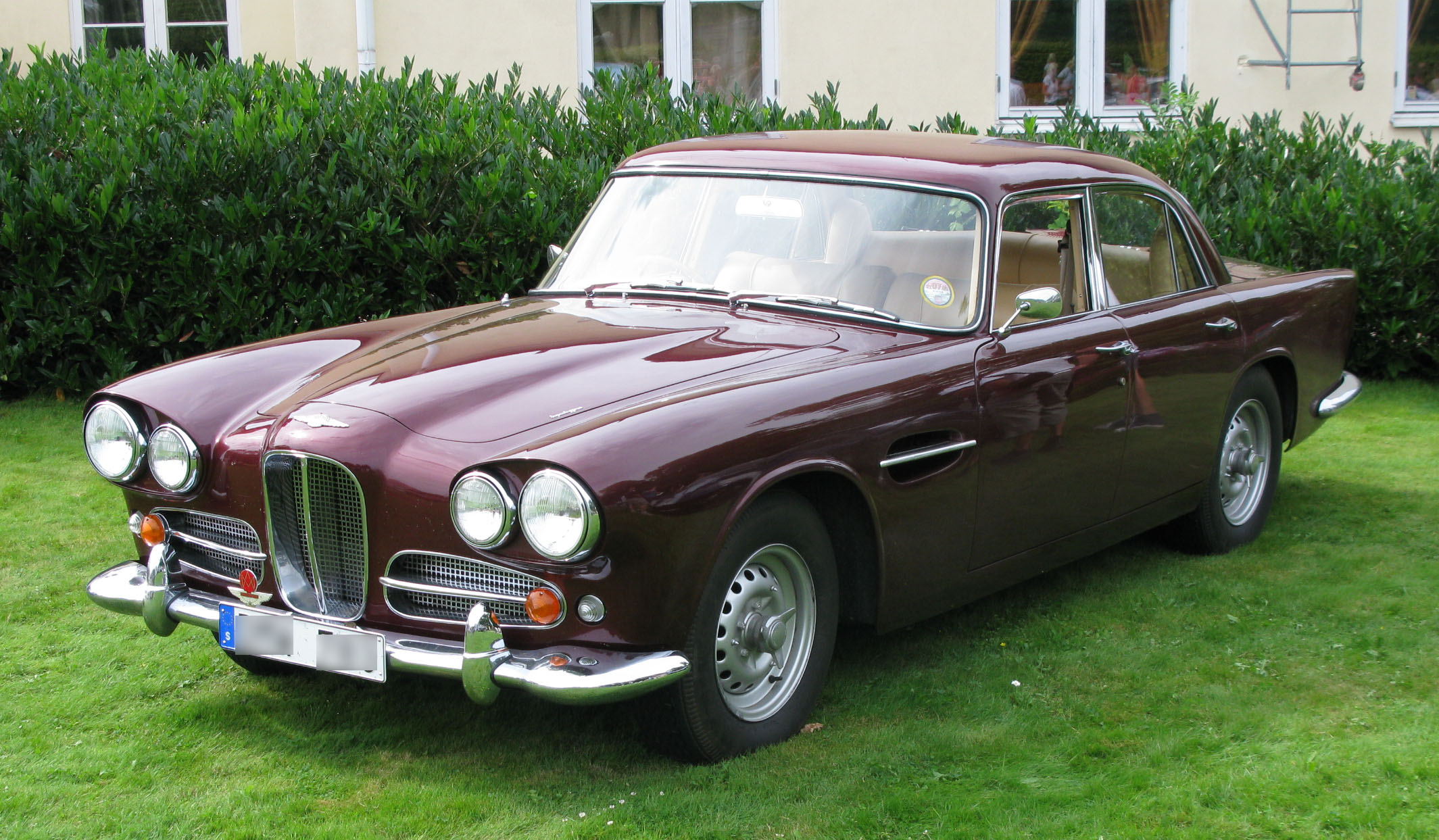
Lagonda Rapide (1961–1964)

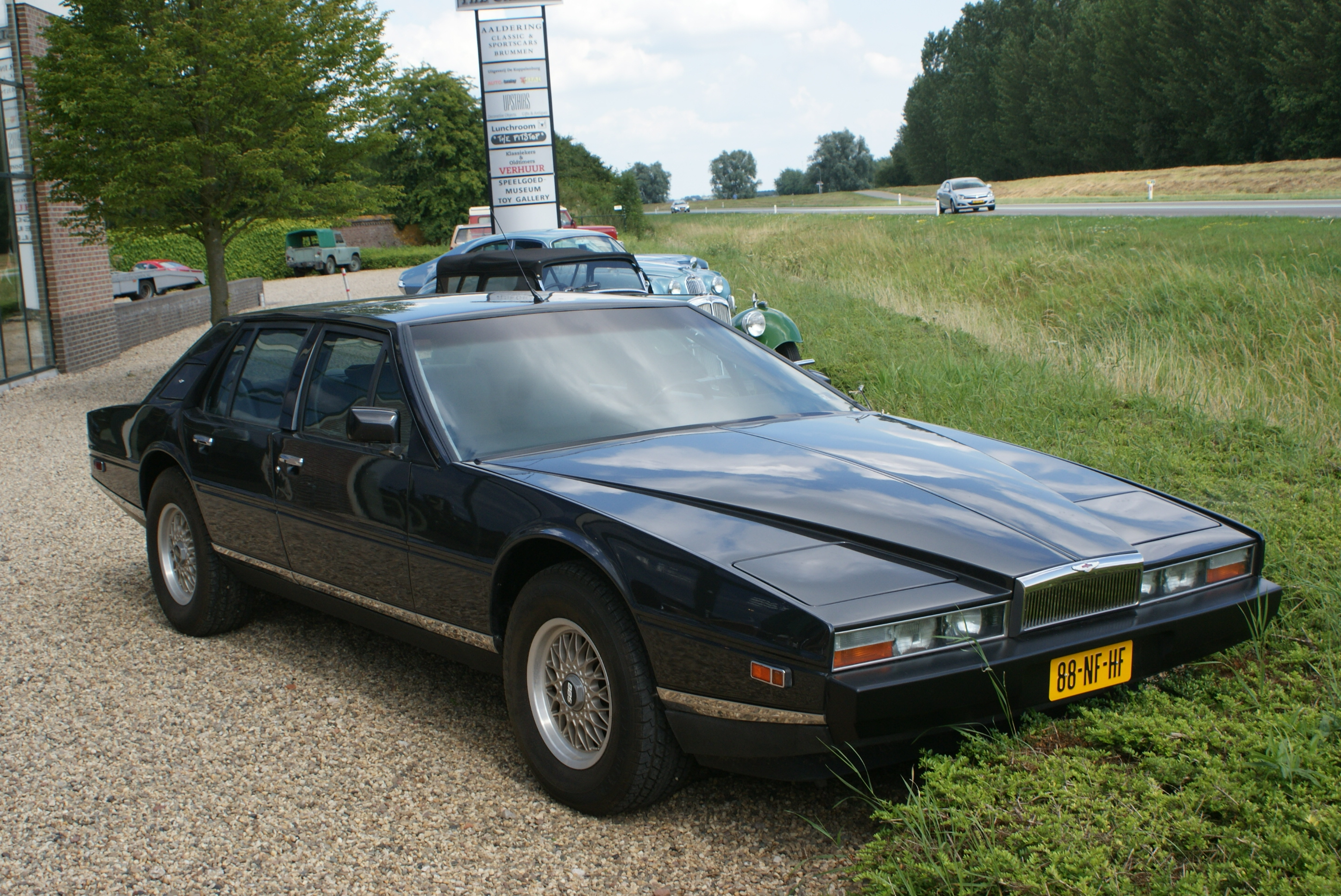
Aston Martin Lagonda Series 2 (1976–1989)

Der Insolvenzverwalter verkaufte die Konstruktionen und die Namensrechte 1947 an den Unternehmer David Brown, der kurz zuvor bereits den Sportwagenhersteller Aston Martin erworben hatte. Lagondas Werkshallen in Staines blieben allerdings bei Alan Good. Brown zahlte für das Lagonda-Paket insgesamt 52.250 £. Wesentlicher Grund für die Übernahme Lagondas durch Brown war der von W.O. Bentley konstruierte Reihensechszylindermotor, der nach Ansicht Browns den veralteten Vierzylindermotoren von Aston Martin deutlich überlegen war: Brown wollte die Aston-Martin-Sportwagen künftig mit dem Lagonda-Sechszylinder ausrüsten. Dort begründete er im Aston Martin DB2 und seinen Ablegern in den 1950er-Jahren den sportlichen Ruf der Marke.
Nach der Zusammenführung beider Unternehmen nahm Brown 1948 die Automobilproduktion unter dem Markennamen Lagonda wieder auf. In Abgrenzung zur Marke Aston Martin, die weiterhin für offene und geschlossene Sport- und Rennwagen zuständig war, bot Lagonda gesetzte, konservativ gestaltete Oberklassecoupés und -Limousinen an. Das erste Modell der sogenannten David-Brown-Lagondas war der Lagonda 2.6 Litre mit dem Sechszylindermotor wie in den Aston-Martin-Sportwagen. Er wurde 1953 von dem technisch sehr ähnlichen Lagonda 3 Litre abgelöst. Nach zehn Jahren, in denen insgesamt etwa 800 Fahrzeuge gefertigt worden waren, endete die Ära der David-Brown-Lagondas. Von 1961 bis 1964 gab es noch den Lagonda Rapide mit Aston-Martin-Technik; dieses sehr teure und stilistisch nicht unumstrittene Auto wurde nur in zweistelliger Stückzahl produziert.
Ab 1974 wurde der Begriff Lagonda wiederholt als Markenname für unterschiedliche Aston-Martin-Limousinen (Aston Martin Lagonda Series 1 und Aston Martin Lagonda Series 2–4) verwendet. Der von William Towns futuristisch gestaltete Aston Martin Lagonda Series 2 galt bei seiner Vorstellung im Oktober 1976 als „absolute Sensation“ und polarisierte. Manche Beobachter hielten ihn für das fortschrittlichste Auto seiner Zeit. Ungeachtet vieler Probleme, die insbesondere auf die ambitionierte Elektronik zurückzuführen waren, sicherte das Auto das wirtschaftliche Überleben Aston Martins in den 1980er-Jahren. Es blieb bis 1989 im Programm.
Auch vom Aston Martin Virage wurden einzelne Fahrzeuge in Handarbeit als viertürige Limousine und gar als Kombi auf Kundenwunsch mit dem Modell- oder Markennamen Lagonda gefertigt. In Serie gingen diese handgefertigten Einzelstücke jedoch nie.
2009 gab es Pläne, die Marke Lagonda ab 2012 für ein Luxus-SUV mit Aston-Martin-Technik wiederzubeleben. Dazu kam es aber nicht; die Aston-Martin-Geschäftsführung verwarf die Pläne für einen SUV in der Folgezeit wieder.
Im Herbst 2014 wurde der Aston Martin Lagonda Taraf vorgestellt, eine auf 200 Exemplare limitierte Oberklasse-Limousine, die anfänglich Kunden im Mittleren Osten vorbehalten war, seit 2015 aber auch auf anderen Märkten, namentlich in Großbritannien, verkauft wird.

## Modelle
| Typ                     | Motor                             | Produktion                | Baujahre  |
| ----------------------- | --------------------------------- | ------------------------- | --------- |
| 20                      | 3052 cm³ SV 4 Zyl.                |                           | 1906–1913 |
| 30                      | 4578 cm³ SV 4 Zyl.                |                           | 1911–1913 |
| 11                      | 1099 cm³ IOE 4 Zyl.               | 745                       | 1913–1921 |
| 11.9                    | 1421 cm³ IOE 4 Zyl.               | 4025                      | 1920–1923 |
| 12 und 12/24            | 1421 cm³ IOE 4 Zyl.               | 2250                      | 1923–1926 |
| 14/60 und 2 litre Speed | 1954 cm³ OHV 4 Zyl.               | 1440                      | 1925–1933 |
| 16/65                   | 2389 (später 2692) cm³ OHV 6 Zyl. | 250                       | 1926–1930 |
| 3 litre                 | 2931 cm³ OHV 6 Zyl.               | 570                       | 1928–1934 |
| 16/80                   | 1991 cm³ OHV 6 Zyl. Crossley      | 260                       | 1926–1930 |
| Rapier                  | 1087 cm³ DOHC 4 Zyl.              | 470 + 300 von Rapier Cars | 1934–1935 |
| M45                     | 4467 cm³ OHV 6 Zyl. Meadows       | 410 + 53 M45R Rapide      | 1935      |
| 3.5 litre               | 3619 cm³ OHV 6 Zyl.               | 65                        | 1935      |
| LG45                    | 4467 cm³ OHV 6 Zyl. Meadows       | 278 + 25 Rapides          | 1936–1937 |
| LG6                     | 4467 cm³ OHV 6 Zyl. Meadows       | 85                        | 1938–1940 |
| V12                     | 4480 cm³ DOHC V12                 | 189                       | 1938–1940 |
| 2.6 litre               | 2580 cm³ DOHC 6 Zyl.              | 510                       | 1948–1953 |
| 3 litre                 | 2922 cm³ DOHC 6 Zyl.              | 270                       | 1953–1958 |
| Rapide                  | 3995 cm³ DOHC 6 Zyl.              | 55                        | 1961–1964 |

## Galerie

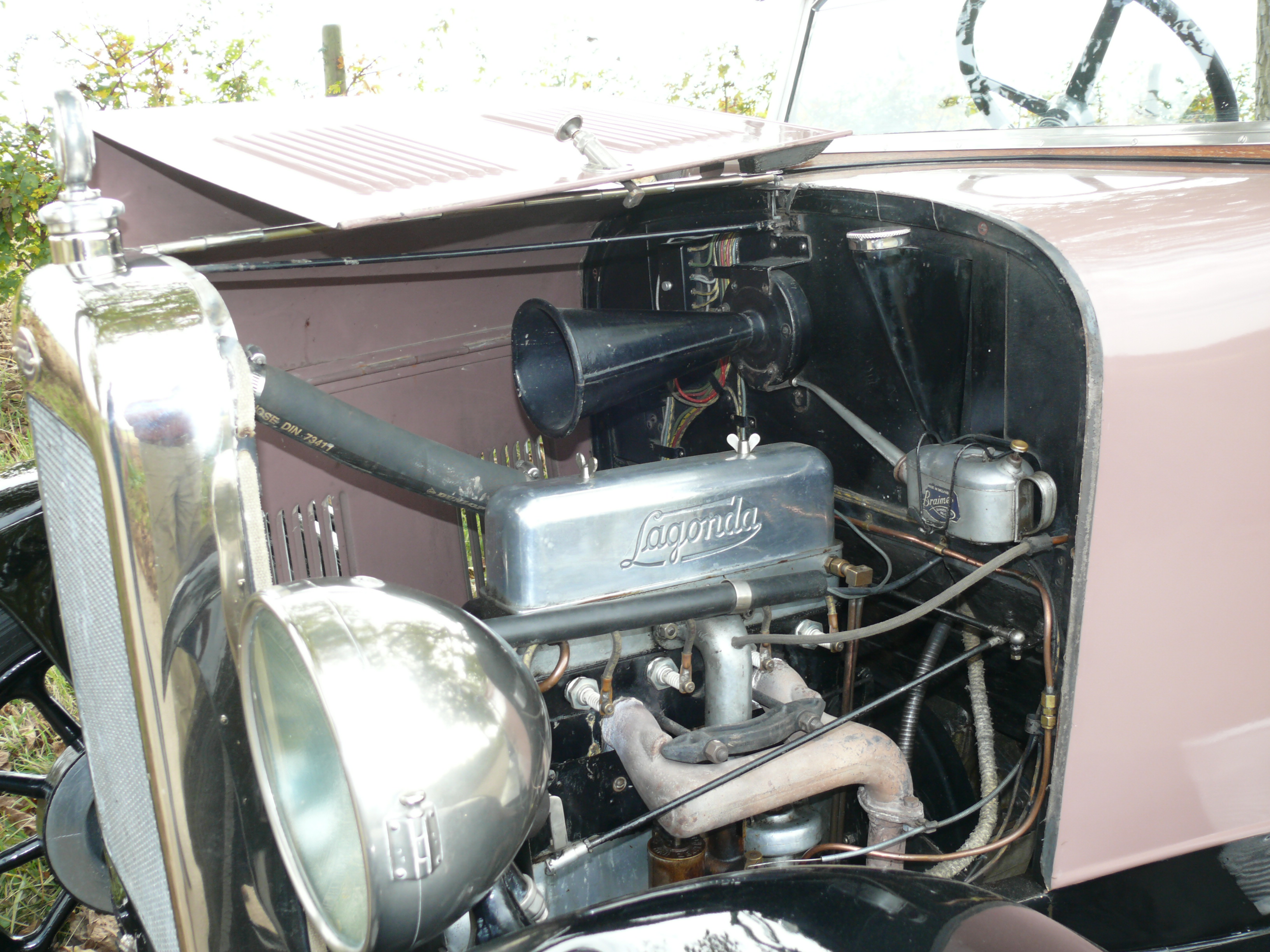
Motor eines Lagonda 12-24LC 1925
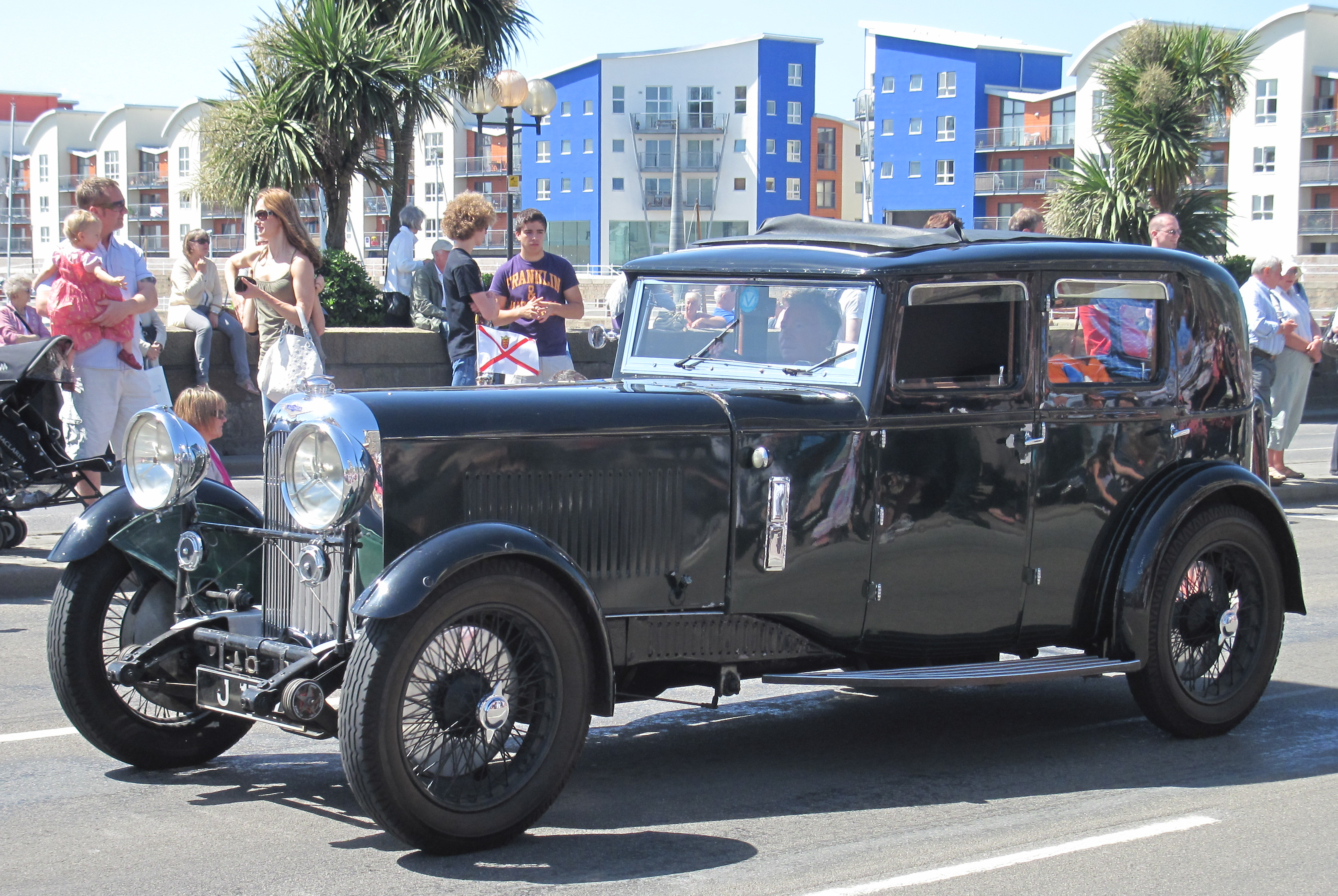
Lagonda 16/80
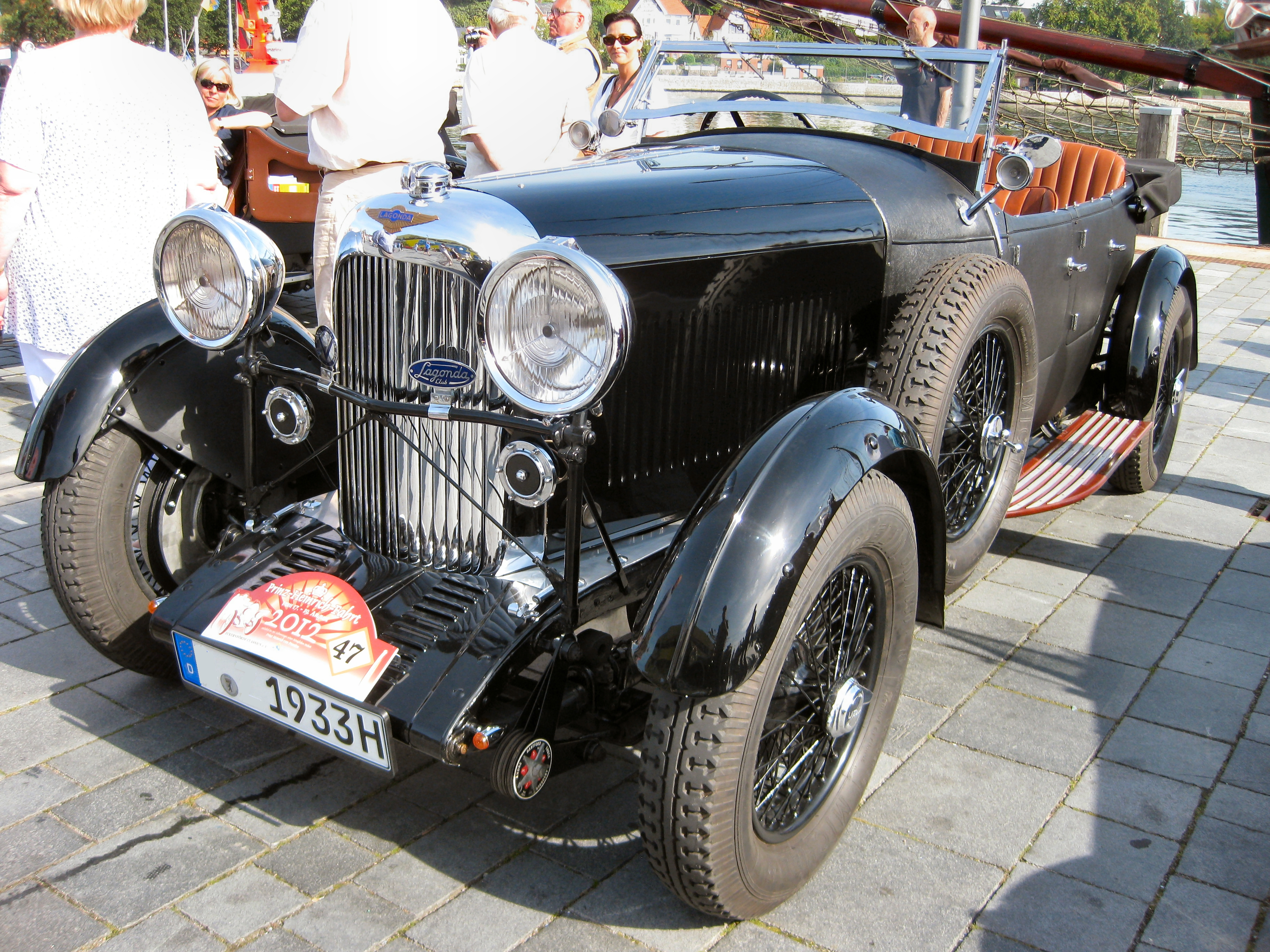
Lagonda 16/80 Cabriolet
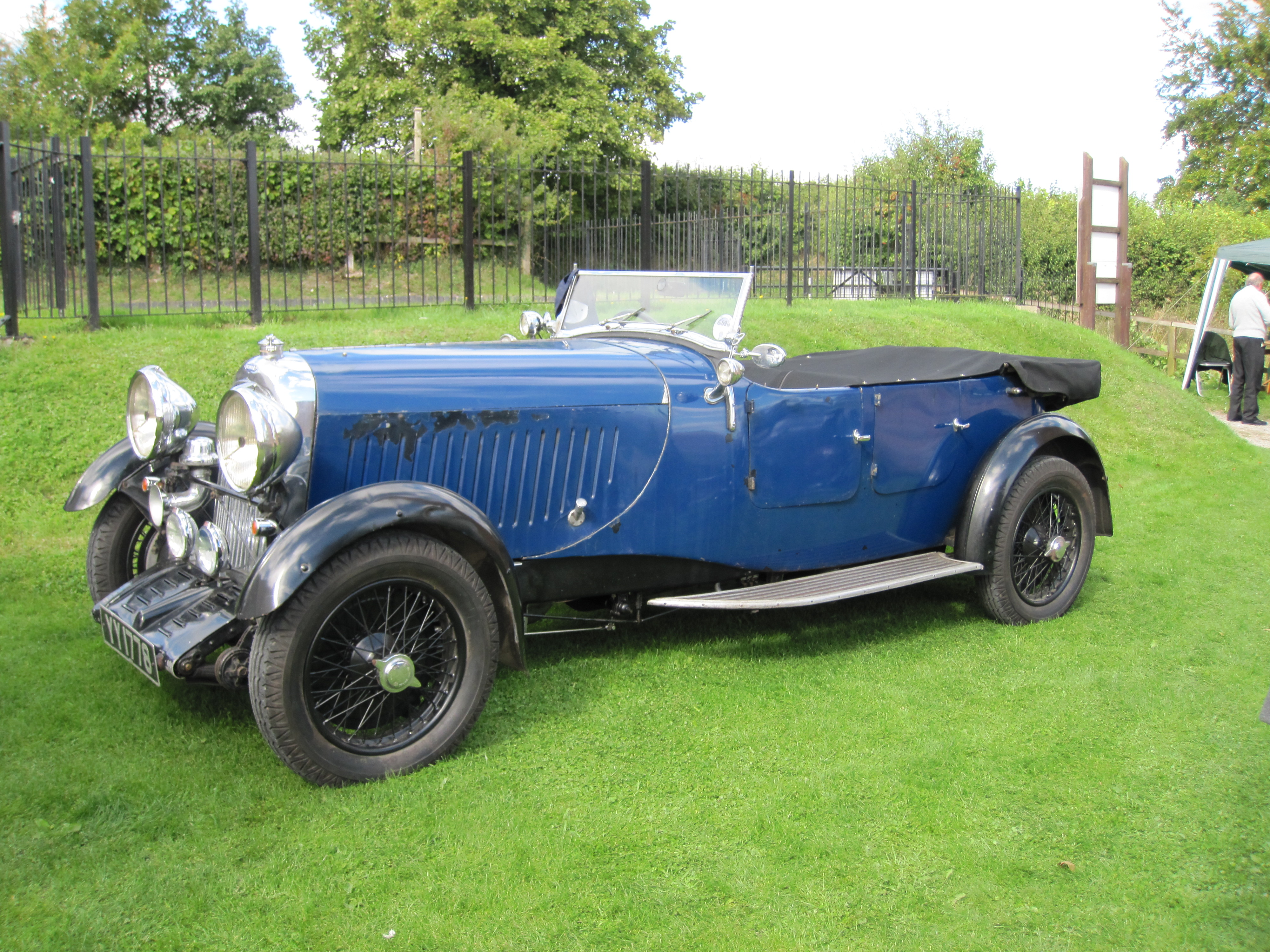
Lagonda 2 Litre (1932)
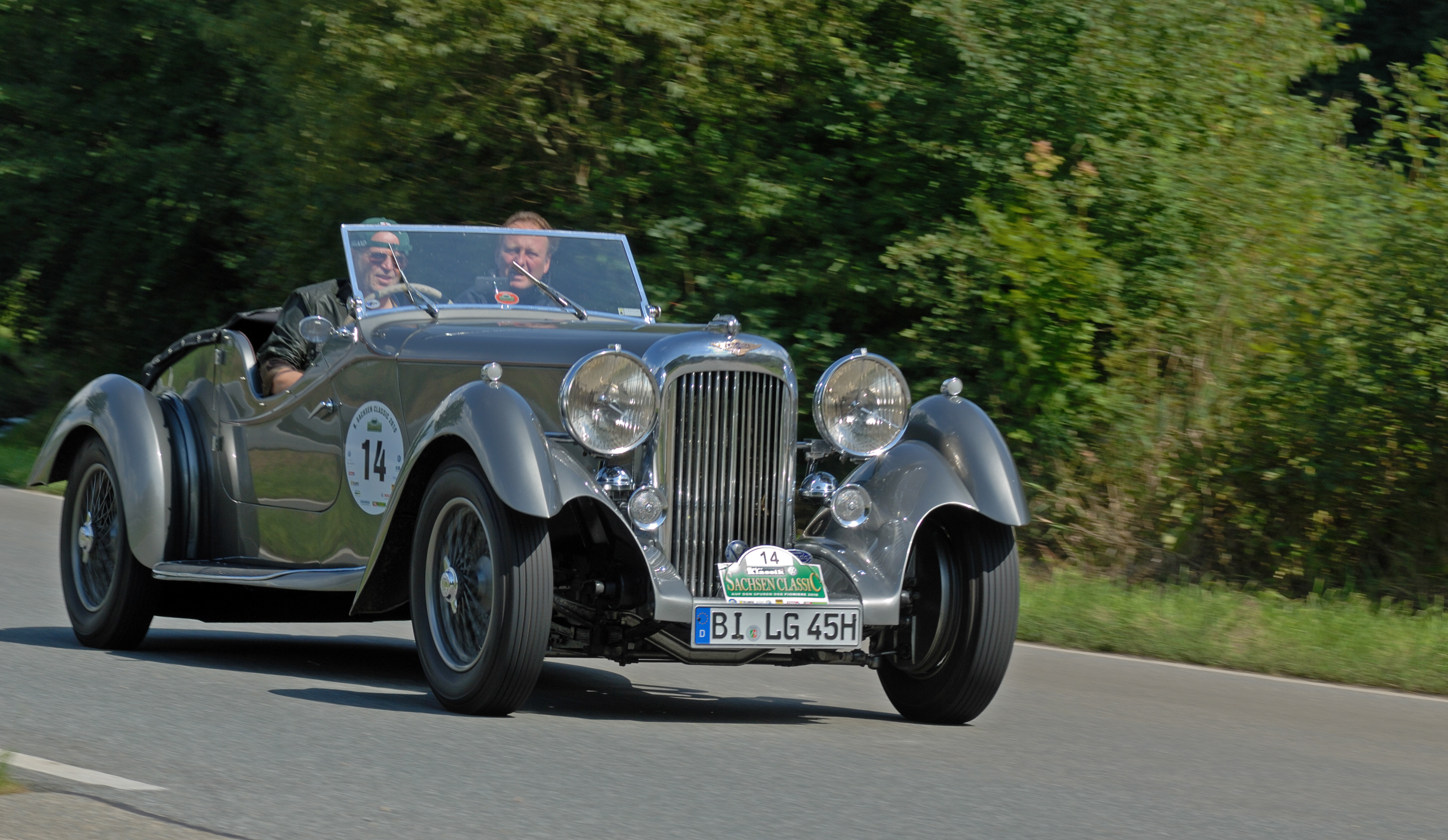
Lagonda LG 45 Rapide, Baujahr 1936
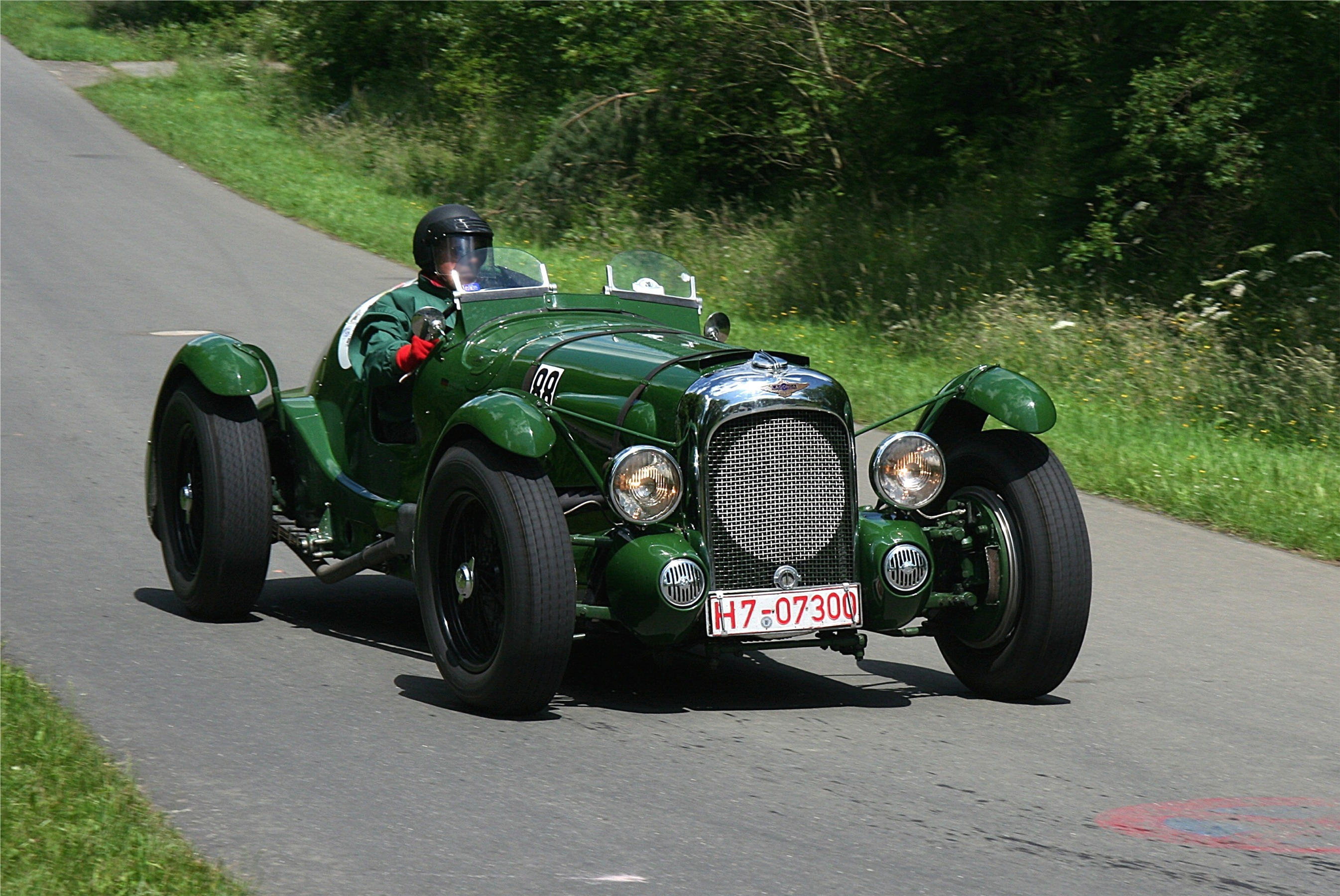
Lagonda V12 Le Mans, Baujahr 1938
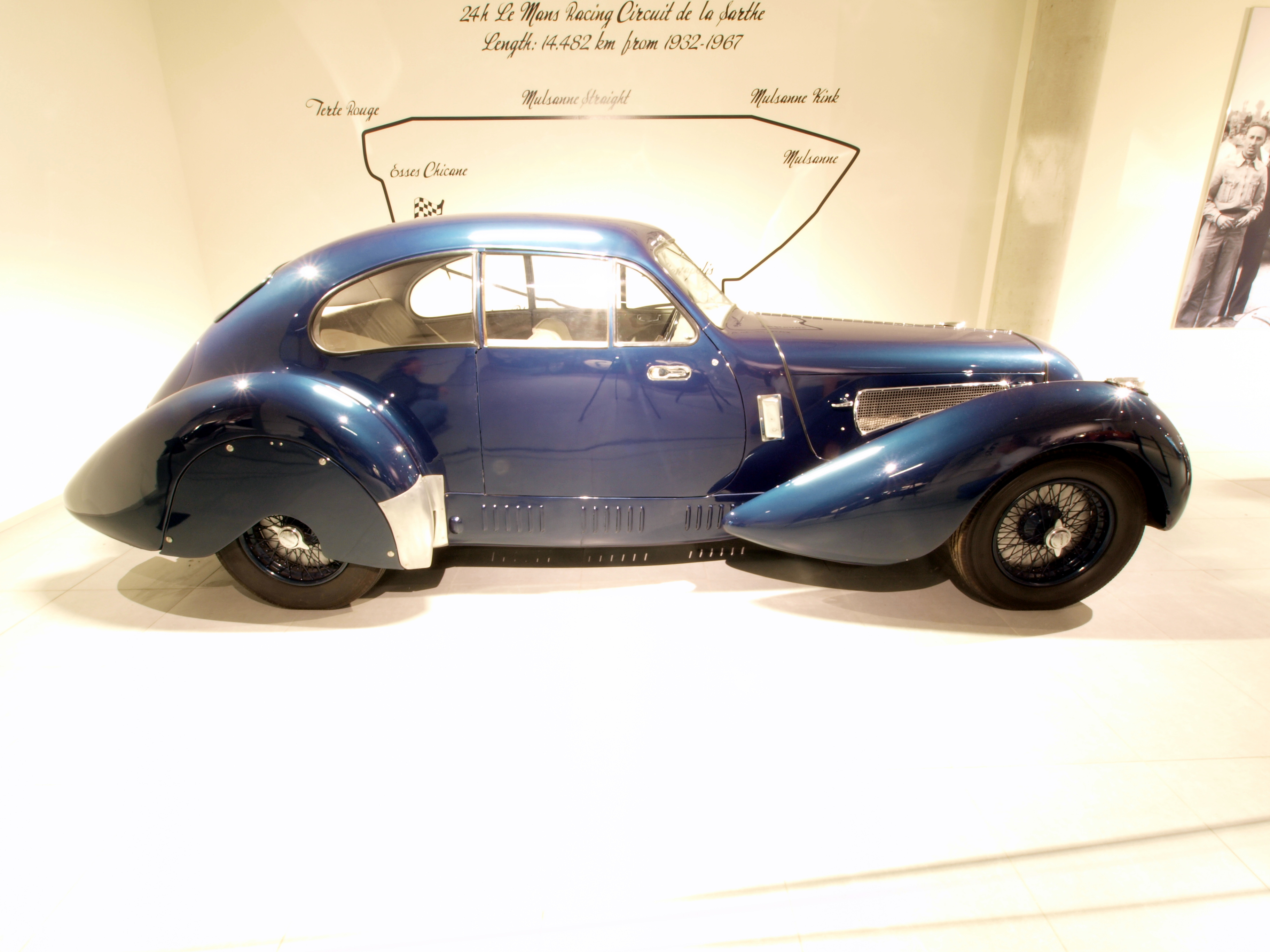
Lagonda V12 Le Mans Coupé mit Lancefield-Karosserie
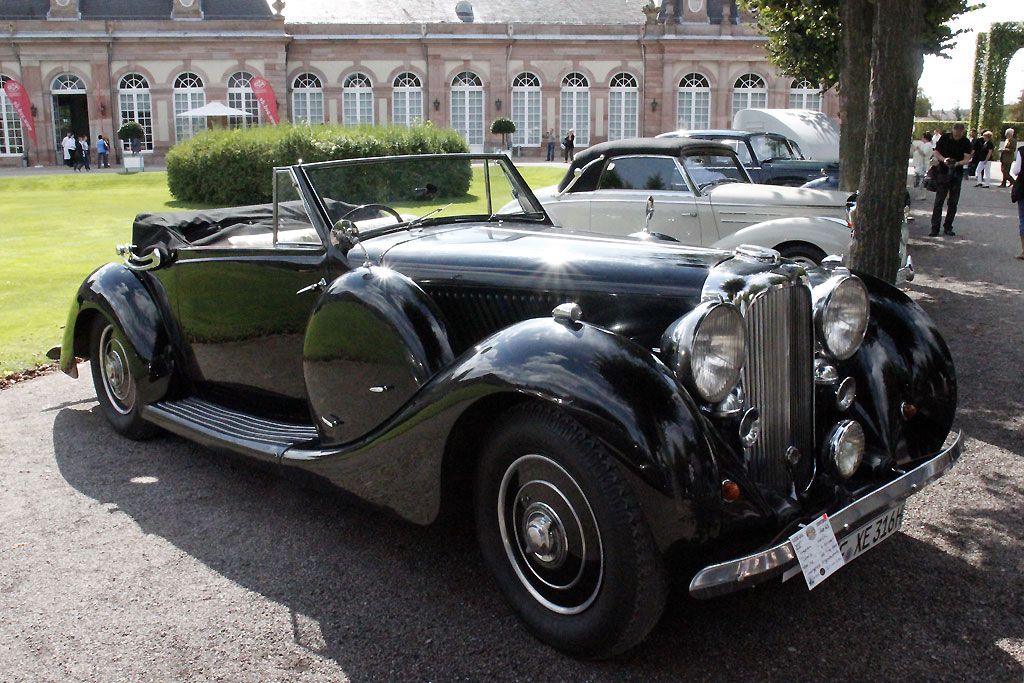
Lagonda LG6